# Luis Fernando Sáenz
Luis Fernando Sáenz Rivera (Cartago, 20 de enero de 1992) es un futbolista costarricense. Juega como delantero y su actual equipo es la  Asociación Deportiva Barrio México  de la Segunda División de Costa Rica.

## Trayectoria

### Clubes
| Club                                     | País       | Año              |
| ---------------------------------------- | ---------- | ---------------- |
| Club Sport Cartaginés                    | Costa Rica | 2010 - 2013      |
| Asociación Deportiva Municipal Turrialba | Costa Rica | 2013 - 2014      |
| Asociación Deportiva Barrio México       | Costa Rica | 2014 - 2015      |
| Club Sport Cartaginés                    | Costa Rica | 2015 - 2016      |
| Sporting San José                        | Costa Rica | 2016 - 2017      |
| Asociación Deportiva Barrio México       | Costa Rica | 2017 - Actividad |